# روبرت بوسويل
روبرت بوسويل (بالإنجليزية: Robert Boswell)‏ هو كاتب أمريكي، ولد في 8 ديسمبر 1953 في ميزوري في الولايات المتحدة.